# Shenzhen Luohu Challenger
Lo Shenzhen Luohu Challenger è un torneo professionistico maschile e femminile di tennis giocato all'aperto su campi in cemento. Fa parte dell'ATP Challenger Tour, quello femminile dell'ITF Women's Circuit. Si gioca annualmente al Luohu Tennis Center di Shenzhen in Cina.

## Albo d'oro

### Singolare maschile
| Anno | Campione        | Finalista       | Punteggio |
| ---- | --------------- | --------------- | --------- |
| 2024 | Lloyd Harris    | James Duckworth | 6–3, 6–3  |
| 2023 | James Duckworth | Coleman Wong    | 6–0, 6–1  |

### Doppio maschile
| Anno | Campioni                   | Finalisti                         | Punteggio      |
| ---- | -------------------------- | --------------------------------- | -------------- |
| 2024 | Yuta Shimizu James Trotter | Wang Aoran Zhou Yi                | 7–6(5), 7–6(4) |
| 2023 | Gao Xin Wang Aoran         | Mikalai Haliak Markos Kalovelonis | 6–4, 6–2       |

### Singolare femminile
| Anno | Campione          | Finalista | Punteggio        |
| ---- | ----------------- | --------- | ---------------- |
| 2024 | Lanlana Tararudee | Yufei Ren | 6(5)–7, 6–3, 6–2 |

### Doppio femminile
| Anno | Campioni                           | Finalisti                     | Punteggio |
| ---- | ---------------------------------- | ----------------------------- | --------- |
| 2024 | Arianne Hartono Prarthana Thombare | Madeleine Brooks Eudice Chong | 6–3, 6–2  |